# Meltdown (informática)

Logótipo utilizado pela equipa que descobriu a vulnerabilidade

O Meltdown é uma falha de segurança passível de ser explorada em microprocessadores da Intel de arquitetura x86-64 fabricados nos últimos 10 anos, bem como em alguns microprocessadores ARM. A mesma foi publicada em Janeiro de 2018.

## Impacto
O Meltdown afeta uma variada gama de sistemas operacionais, incluindo iOS, e máquinas sem as últimas atualizações dos sistemas operacionais Windows e Linux. Diversos provedores de serviços em cloud foram afetados, bem como, potencialmente, sistemas embarcados rodando alguns processadores ARM.
Uma solução puramente em software foi disponibilizada, afetando o desempenho dos sistemas de 5 a 30% em alguns casos específicos, enquanto algumas empresas responsáveis por testes de software publicaram resultados informando impacto mínimo no desempenho.
Ao explorar a falha é possível ler áreas de memória protegidas pelo Kernel. Assim sendo possível obter dados sensíveis do usuário, como senhas, até mesmo ao executar um código em JavaScript no navegador.

## Spectre
A falha Spectre foi descoberta junto da brecha Meltdown e ambas foram divulgadas em janeiro de 2018.
Diferente da falha Meltdown, que afetou basicamente os processadores da Intel, a Spectre é uma brecha que existe no próprio conceito da execução especulativa e, por isso, atingiu praticamente todos os produtos do mercado. Por isso, é uma falha difícil de ser completamente eliminada, especialmente para os produtos que já estão no mercado.